# Pâ (departamento)
Pâ é um departamento ou comuna da província de Balé no Burkina Faso. A sua capital é a cidade de Pâ.
Em 1 de julho de 2018 tinha uma população estimada em 29442 habitantes.